# Go Ahead in het seizoen 1954/55
Het seizoen 1954/1955 was het eerste jaar in het bestaan van de Deventerse betaaldvoetbalclub Go Ahead. De club kwam uit in de Eerste klasse A en eindigde daarin op de 14e plaats, dit betekende dat de club in het nieuwe seizoen uitkwam op het één-na-hoogste voetbalniveau Eerste klasse.

## Wedstrijdstatistieken

### Eerste klasse B(afgebroken)
|       | Ajax  | Be Quick | DOS   | EDO   | Enschedese Boys | Heracles | N.E.C. | Rigtersbleek | Stormvogels | Veendam | De Volewijckers | Zwolsche Boys |
| ----- | ----- | -------- | ----- | ----- | --------------- | -------- | ------ | ------------ | ----------- | ------- | --------------- | ------------- |
| Thuis | 2 – 4 | 4 – 3    | –     | –     | 0 – 1           | –        | –      | –            | –           | –       | –               | –             |
| Uit   | –     | –        | 2 – 2 | 0 – 0 | –               | –        | –      | 1 – 3        | 2 – 2       | –       | 2 – 2           | 3 – 3         |

### Eerste klasse A
|       | Amsterdam | DOS   | Emma  | Excelsior | SHS   | Leeuwarden | LONGA | MVV   | NAC   | Roda Sport | Stormvogels | Veendam | Zwolsche Boys |
| ----- | --------- | ----- | ----- | --------- | ----- | ---------- | ----- | ----- | ----- | ---------- | ----------- | ------- | ------------- |
| Thuis | 1 – 0     | 1 – 0 | 3 – 5 | 3 – 5     | 0 – 5 | 0 – 1      | 1 – 3 | 1 – 3 | 0 – 1 | 1 – 1      | 1 – 2       | 0 – 1   | 0 – 0         |
| Uit   | 1 – 1     | 0 – 4 | 2 – 2 | 1 – 0     | 4 – 2 | 1 – 1      | 3 – 1 | 4 – 1 | 0 – 0 | 1 – 0      | 1 – 1       | 5 – 1   | 3 – 1         |

## Statistieken Go Ahead 1954/1955

### Eindstand Go Ahead in de Nederlandse Eerste klasse A 1954 / 1955
| Stand | Gespeeld | Gewonnen | Gelijk | Verloren | Punten | Doelpunten voor | Doelpunten tegen |
| ----- | -------- | -------- | ------ | -------- | ------ | --------------- | ---------------- |
| 14e   | 26       | 3        | 7      | 16       | 13     | 27              | 53               |

### Eindstand Go Ahead in de Nederlandse Eerste klasse B 1954 / 1955 (afgebroken)
| Stand | Gespeeld | Gewonnen | Gelijk | Verloren | Punten | Doelpunten voor | Doelpunten tegen |
| ----- | -------- | -------- | ------ | -------- | ------ | --------------- | ---------------- |
| 7e    | 9        | 2        | 5      | 2        | 9      | 18              | 18               |

### Topscorers
| #      | Naam             | Goal |
| ------ | ---------------- | ---- |
| 1.     | Tonny Hulsegge   | 7    |
| 2.     | Henk van Bruggen | 5    |
| 2.     | Jan ten Wolde    | 5    |
| 4.     | Wim Ligtenberg   | 3    |
| 4.     | Jo Marijn        | 3    |
| 6.     | Adrie Meulenbrug | 1    |
| 6.     | Jan Wansink      | 1    |
| 6.     | Henk Wessels     | 1    |
| Totaal | Totaal           | 27   |

| #      | Naam             | Goal |
| ------ | ---------------- | ---- |
| 1.     | Tonny van Gelder | 5    |
| 2.     | Henk van Bruggen | 3    |
| 2.     | Tonny Hulsegge   | 3    |
| 2.     | Jan ten Wolde    | 3    |
| 5.     | Kees Kerdijk     | 1    |
| 5.     | Abse Kolkman     | 1    |
| Totaal | Totaal           | 18   |